# Pedynki (rejon żytomierski)
Pedynki (ukr. Пединки) – wieś nad rzeką Słucz na Ukrainie w rejonie lubarskim obwodu żytomierskiego.

## Historia
Prywatna wieś szlachecka, położona w województwie kijowskim, w 1739 roku należała do klucza Cudnów Lubomirskich.
Urodził się tu Henryk Jurczyński (ur. 19 maja 1900, zm. wiosną 1940 w Katyniu) – kapitan piechoty Wojska Polskiego, kawaler Krzyża Walecznych, ofiara zbrodni katyńskiej.

## Zabytki
- pałac - dwór klasycystyczny - empire wybudowany na początku XIX w.[3] przez Wojciecha Walewskiego[1]. Jednokondygnacyjny dwór był wzniesiony na planie prostokąta[3]. Od frontu ryzalit z sześcioma kolumnami podtrzymującymi  trójkątny fronton. Obok pałacu park i ogród owocowy[4]